# Black Butterflies
Black Butterflies es una película holandesa basada en la vida de la poetisa sudafricana Ingrid Jonker. Fue dirigida por Paula van der Oest y estrenada en los Países Bajos el 6 de febrero de 2011. Tuvo una buena recepción crítica, con una aprobación del 69% en la página Rotten Tomatoes. Stephen Holden de The New York Times se refirió a la cinta de la siguiente manera: "La película nos recuerda hasta qué punto la poesía ha sido marginada como fuerza cultural desde principios de los años 1960".

## Sinopsis
La película relata la historia de Ingrid Jonker, una de las figuras artísticas más emblemáticas de Sudáfrica.

## Reparto
- Carice van Houten es Ingrid Jonker.
- Rutger Hauer es Abraham Jonker.
- Liam Cunningham es Jack Cope.
- Florence Masebe es Maria.